# Kleomenészi háború
A kleomenészi háborút (i. e. 229/228–222) Spárta és szövetségese, Hlisz vívta az Akháj Szövetség és Makedónia ellen. A háború az utóbbiak győzelmével végződött.
I. e. 235-ben III. Kleomenész örökölte a spártai trónt, reformprogramot indított, amely célul tűzte ki a hagyományos spártai fegyelem visszaállítását, és csökkentette a rendkívüli politikai hatalommal bíró, választott tisztségviselő ephoroszok befolyását, noha ők felesküdtek, hogy királyhűek maradnak. I. e. 229-ben az ephoroszok a királyt egy Megalopolisszal határos város elfoglalására küldték, az akhájok háborút hirdettek. Kleomenész Akhaia megsemmisítésével válaszolt. A Líkeon-hegyi csatában megverték az akháj sztratégosz, Aratosz Hlisz megtámadására küldött hadseregét, majd egy másik, Megalopolisz melletti sereg felé fordultak.
Kleomenész gyors egymásutánban foglalta el az árkádiai településeket, mielőtt sor került volna az akhájokkal vívott dími csatára. A spártai dominancia ellen Aratosz III. Antigonosz makedón királyhoz (i. e. 229–221) fordult. A makedón segítségért cserébe át kellett adnia Korinthosz fellegvárát Antigonosznak. Klemonész végül betört Akhaiába, elfoglalva Korinthoszt és Argoszt, de Antigonosz Peloponnészoszba érkezése után vissza kellett vonulnia Lakonía felé. A seregek a szelaszíaszi csatában ütköztek meg, Kleomenész veresége után Egyiptomba, III. Ptolemaioszhoz (i. e. 246–222) menekült, majd öngyilkosságot követett el egy, az új fáraó, IV. Ptolemaiosz (i. e. 221–205) elleni sikertelen lázadás után.

## Előzmények
III. Kleomenész i. e. 236-ban vagy 235-ben örökölte a spártai trónt édesapjától, II. Leónidasztól. A hatalomra kerülése évtizedes konfliktust zárt le a két királyi család között. Spárta ősi kettős királyságát az alapítás mítosza magyarázta: a várost két ikertestvér foglalta el, azóta is az ő leszármazottjaik osztoznak a trónon. A zűrzavar alatt Leónidasz kivégeztette ellenfelét, a reformista IV. Agiszt.
Kleomenész reformjai az ephorosz-rendszerrel voltak kapcsolatosak. Plutarkhosz szerint az ephoroszi tisztséget Theopomposz spártai király vezette be, az öt embert évente választották meg, senki sem lehetett egy évnél tovább a pozícióban. Ők feleltek az állam mindennapi működéséért, háború és béke urai voltak. A pozíciót a király hatalmának ellenőrzésére és korlátozására vezették be. Az Akháj Szövetségben a sztratégosznak főszerepe volt. Évente választotta a gyűlés, arra az évre ő lett a Liga vezére és főbírója. Ők sem maradhattak egy évnél tovább a pozícióban.
I. e. 229-ben Kleomenész elfoglalta az árkádiai Tegea, Mandínia, Kafíe és Horhomenósz településeket, akik az erős Aἰtolíai Szövetséggel szövetkeztek: ez a liga közép-hellászi városállamokból állt. Polübiosz és William Smith történészek szerint árulással szerezte meg a városokat, a Plutarkhosz Spártáról szóló művét lefordító Richard Talbert és a történész N. G. L. Hammond szerint a városok saját kérésére vonult be. Ugyanebben az évben az ephoroszok a királyt a Belbina melletti Athenaeum elfoglalására küldték. Belbina Lakónia egyik bejárata volt, Spárta és Megalopolisz is rá akarta tenni a kezét. Az Akháj Szövetség összehívta gyűlését, és háborút indított Spárta ellen, Kleomenész visszatértében megerősítette pozícióit. Aratosz, az Akháj Szövetség sztratégosza egy éjjeli támadással próbálta visszavenni Tegeát és Horhomenószt, de a városon belüli erőfeszítések nem jártak sikerrel, így észrevétlenül vissza kellett vonulnia. Kleomenész azonban rájött a tervre, és megtudakolta Aratosztól az expedíció célját. A sztratégosz úgy válaszolt, hogy meg akarta állítani Belbina megerősítését. A király így reagált: „Ha ez igaz, írd meg, mondd el, miért hoztad a fáklyákat és a létrákat!”

## Korai évek, spártai sikerek

A Peloponnészosz, Hellász legdélibb területe térképe, feltüntetve a fontos városok és a háború helyszínei, pirossal szerepel rajta az Akháj Szövetség

Belbina megerősítése után Kleomenész 3000-es gyalogsággal és kis létszámú lovassággal haladt Árkádia felé. Az ephoroszok azonban visszahívták, így Aratosz elfoglalhatta Kafíe városát. Ahogy erről Spártában tudomást szereztek, ismét elküldték Kleoméneszt, aki elfoglalta Methídriót, mielőtt az Argosz környéki területekre vonult.
Ekkoriban, i. e. 228 májusában jelölt ki az Akháj Szövetség új sztratégoszt, Argoszi Arisztómahoszt nevezett ki, hogy megütközzön Kleomenésszel. Az akháj sereg 20 ezres gyalogsággal és 1000 lovassal indult az ötezres, jó képességű spártai hadsereg ellen Pallantinumnál. Aratosz tanácsára hallgatva Arisztómahosz visszavonta a sereget, mivel nem értek fel a spártaiak erejével.
Eközben az egyiptomi III. Ptolemaiosz, aki a Makedónia elleni harcokban az akhájok szövetségese volt, Spártát kezdte anyagilag támogatni, mivel rájött, egy megújuló Spárta értékesebb szövetséges lehet egy halódó Akháj Szövetségnél a makedónok elleni harcokban.
I. e. 227 májusában Aratoszt ismét sztratégosznak választották, és Hlisz ellen indultak. A hlisziek Spártától kértek segítséget, Kleomenész megtámadta és elzárta a teljes akháj hadsereget a Líkeon-hegy mellett. Kihasználva a terjedő pletykát, mely szerint megölték a harcban, Aratosz megtámadta és elfoglalta Mandíniát.
Időközben IV. Agisz fia, Spárta eurüpóntida királya, III. Eudamidasz elhunyt, Pauszaniasz szerint Kleomenész mérgezte meg. Annak érdekében, hogy az expanzionista politikáját megakadályozó ephoroszok ellen erősítse pozícióit, Kleomenész visszahívta messzénei száműzetéséből nagybátyját, V. Arkhidamoszt, hogy legyen Spárta eurüpóntida királya, de nem sokkal visszatérése után meggyilkolták. Kleomenész szerepe a gyilkosságban tisztázatlan: Polübiosz szerint ő rendelte meg a merényletet, ezzel Plutarkhosz nem ért egyet.

## Líkeoni csata és reformok
I. e. 227-ben Kleomenész megvesztegette az ephoroszokat, hogy engedélyezzék neki a hadjárat folytatását. Sikerrel is járt, így Megalopolisz térségébe vonulhatott, elfoglalva Leuktra falut. Válaszként akhaiai sereg érkezett, akik felmentették a várost, kis vereséget mérve a városfalak mellett tanyázó spártaiakra, Kleomenészéknek szakadékokon keresztül kellett visszavonulnia. Aratosz ugyan elrendelte, hogy ne kövessék a spártaiakat a szakadékokon át, de Megalopoliszi Lüdiadasz a parancsot megszegve lovasságával Kleomenészék nyomába eredt. A nehéz terepet és a szétszórt lovasságot kihasználva a spártai király krétai és tarantói katonáit Lüdiadasz ellen küldte. Teljesen szétverték a lovasokat, a sztratégosz is elhunyt. Az eseményeken fellelkesült spártaiak a fősereg ellen fordultak, le is győzték Aratoszékat, ebbe az évben az akhájok már nem is próbálkoztak új támadással.

## Fordítás
- Ez a szócikk részben vagy egészben  a   Cleomenean War című angol Wikipédia-szócikk ezen változatának fordításán alapul.  Az eredeti cikk szerkesztőit annak laptörténete sorolja fel. Ez a jelzés csupán a megfogalmazás eredetét és a szerzői jogokat jelzi, nem szolgál a cikkben szereplő információk forrásmegjelöléseként.

### Elsődleges források
- Description of Greece (angol nyelven). Cambridge, Massachusetts: Harvard University Press (1918)
- Life of Aratus, Plutarch's Lives (angol nyelven). London, United Kingdom: Edward and Charles Dilly (1770)
- The Lives of Agis and Cleomenes, Plutarch on Sparta (angol nyelven). New York, New York: Penguin Classics (1988). ISBN 0-14-044463-7
- The Rise of the Roman Empire (angol nyelven). New York, New York: Penguin Classics (1979). ISBN 0-14-044362-2

### Másodlagos források
- Illustrated Encyclopaedia of the Classical World (angol nyelven). New York, New York: Harper & Row (1975). ISBN 0-06-010178-4
- Grainger, John D.. The League of Aitolians (angol nyelven). Leiden, Hollandia: Koninklijke Brill (1999). ISBN 90-04-10911-0
- Green, Peter. Alexander to Actium: The Historical Evolution of the Hellenistic Age (angol nyelven). Los Angeles, Kalifornia: University of California Press (1990). ISBN 0-520-08349-0
- Habicht, Christian. Athens from Alexander to Antony (angol nyelven). Cambridge, Massachusetts: Harvard University Press (1997). ISBN 0-674-05111-4
- Hackett, John Winthrop. Warfare in the Ancient World (angol nyelven). London, United Kingdom: Sidgwick & Jackson (1989). ISBN 0-283-99591-2
- Hammond, Nicholas Geoffrey Lemprière. The Macedonian State: Origins, Institutions and History (angol nyelven). Oxford, Egyesült Királyság: Clarendon Press (1989). ISBN 0-19-814883-6
- A History of Macedonia Volume III: 336–167 B.C (angol nyelven). Oxford, Egyesült Királyság: Oxford University Press (2001). ISBN 0-19-814815-1
- A classical dictionary, containing a copious account of all the proper names mentioned in ancient authors; with the values of coins, weights and measures used among the Greeks and Romans; and a chronological table (angol nyelven). London: George Routledge & Sons (1904)
- Niebuhr, Barthold Georg. A History of Rome (Volume II) (angol nyelven). Million Book Project
- Shipley, Graham. The Greek World After Alexander: 323–30 BC (angol nyelven). London, United Kingdom: Routledge (2000). ISBN 0-415-04618-1
- Smith, William. Dictionary of Greek and Roman Biography and Mythology (angol nyelven). London, Egyesült Királyság: John Murray (1873)
- Warry, John. Warfare in the Classical World: An Illustrated Encyclopedia of Weapons, Warriors, and Warfare in the Ancient Civilisations of Greece and Rome (angol nyelven). Norman, Oklahoma: University of Oklahoma Press (1995). ISBN 0-8061-2794-5
- Walbank, Frank William. The Cambridge Ancient History, Volume 7, Part 1: The Hellenistic World (angol nyelven). Cambridge, Egyesült Királyság: Cambridge University Press (1984). ISBN 0-521-23445-X
- Warry, John Gibson. Warfare in the Classical World (angol nyelven). Barnes & Noble Publishing (2000). ISBN 0-7607-1696-X